# كيف تروض تنينك
كيف تروض تنينك (بالإنجليزية: How to Train Your Dragon) فيلم أكشن وفنتازيا أمريكي مُحرَّك حاسوبيًّا مُقتبَس من كتاب بنفس الاسم من تأليف كريسيدا كويل. أنتجت الفيلمَ شركة دريم ووركس أنيميشن ووزعته باراماونت بيكتشرز. الفيلم من إخراج مايكل ساندرز ودين ديبلوس وكتابة بويليام ديفيز وساندرز وديبلوس وبطولة جاي باروشيل وجيرارد بتلر وكريغ فيرغسون وأمريكا فيرارا وجونا هيل وكريستوفر مينتز-بلاز وتي جاي ميلر وكريستين ويج. تدور أحداث القصة في عالمِ فايكنغ أسطوري يطمح فيه صبي ضعيف البنية من الفايكنيغ يُدعى حازوقة إلى تحقيق ما تقتضيه تقاليد قبيلته من أن يصبح قاتل تنانين. وبعد أن أمسك أخيرًا بتنينه الأول، تنينٌ أسود من فصيلة غضب الليل، وحانت فرصته أخيرًا في نيل رضى قبيلته وأبيه، يجد حازوقة نفسه لم يعد يريد قتل التنين وتنشؤ صداقة بين الاثنين.
عُرض فيلم «كيف تروض تنينك» لأول مرة في مسرح جيبسون في 21 مارس 2010، وصدر في الولايات المتحدة بعد خمسة أيام من ذلك، في 26 مارس. حقق الفيلم نجاحًا كبيرًا على الصعيد التجاري حيث حقَّق ما يقارب الـ500 مليون دولار في جميع أنحاء العالم. كما نال الفيلم استحسان النقاد الذين أشادوا بالأنميشن والتمثيل الصوتي والقصة والموسيقى التصويرية والتسلسلات ثلاثية الأبعاد. وكان ضمن الأفلام المرشحة لنيل كل من جائزة الأوسكار لأفضل فيلم رسوم متحركة وجائزة الأوسكار لأفضل موسيقى تصويرية في حفل توزيع جوائز الأوسكار الثالث والثمانين إلا أنه خسر الأولى لصالح «حكاية لعبة 3» والأخرى لصالح «الشبكة الاجتماعية». وقد تُوِّج الفيلم بعشر جوائز آني بما فيها جائزة أفضل فيلم رسوم متحركة.
وقد صدرت للفيلم تتمتان هما كيف تروض تنينك 2 وكيف تروض تنينك: العالم الخفي في 13 يونيو 2014 و22 فبراير 2019 تواليًا. وقُوبل الفيلمان كسابقهم بإشادة واسعة النطاق وحققا نجاحًا كبيرًا في شباك التذاكر. وقد ألهم نجاحُ الفيلم إنتاجاتٍ أخرى ليصبح بذلك علامة تجارية إعلامية.

## حكاية الفيلم
يتناول الفيلم حكاية الفايكنج الذين يعيشون على جزيرة بيرك كقوم ملتزمون في تقاليد أجدادهم؛ تُحاصر الجزيرة بالتنانين التي تسرق مخزون الخِراف، رئيس قبيلة الفايكنج هو «رزين» وابنه حازوقا يعمل كصانعٍ عند الحداد غوبر المتجشئ، بمقارنة حجم حازوقا إلى أفراد قبيلة الفايكنغ فإنه متوسط، وليس لديه مهارات الدفاع عن النفس مثل الآخرين في عمره على الرغم من أنه ولد مخترع بشكل غير تقليدي، كما أنه معروفٌ بالأخرق المدمر.
حازوقا يسعى أن يكون قاتل تنين ليس فقط ليكسب احترام وتقدير قبيلته وأبيه بل ليثبت نفسه امام من في سنه وخاصتة «أستريد» هي فتاة يعجب بها حازوقا ولكن لم تكن تعطيه أي اهتمام.
وهو يخطط بأن يهزم التنين «غضب الليل»، تنين لم يرهُ أحد بشكل واضح ولم يهزمه أحدٌ من الفايكنغ. صمّم حازوقا مدفع بولز من تصميمه لهزيمة غضب الليل، وفعلاً أصابه ولكن لم يكن أحد يشهد معه ذلك ومع ذلك قد دمر نصف القرية وغضب الجميع منه، وأخبر الجميع أنه أصاب غضب الليل ولكن لم يصدقه أحد، وذهب إلى الغابة محاولاً وجود غضب الليل إلى أن وجده ساقطًا في الأرض لم يعرف ماذا يقرر، يقتله أم يدعه يرحل وقرر أن يحرره وهجم عليه التنين ناظرًا في عينيه وتركه التنين ولكن جزء من ذيل التنين فقد.
بناءً على نصيحة غوبر لـرزين بأن يجعل حازوقا يسجل في تدريب التنين مع مراهقين القرية تحت تعليمات غوبر وأن يذهب الفايكنغز لكشف عُش التنانين لإبادتهم وإنهاء الحروب وحلول الأمن.
يتسائل حازوقا لماذا لم يقتله غضب الليل، فكما أخبر بأن التنانين شريرة ودائمًا تختار القتل ويعود حازوقا إلى الغابة، وما يزال غضب الليل محاصر في خليج صغير ويلاحظ حازوقا أن جزء من ذيل غضب الليل مفقود من اضطرار هبوطه السابق، وقام برسمه ولكن قلم الرصاص خاصه سقط في الخليج الصغير فنزل وقابل التنين وأحبه وقرر بأن يصنع له ذيل اصطناعي وجعله يطير مجددًا وأصبحا أصدقاء وبدأ حازوقا معرفة أسرار التنانين وكان كلما اكتشف سر جديد عن نقاط ضعف التنانين يستخدمها ليهزم التنانين الذي يتربون عليها وكان الجميع مندهشا من كيفيته معرفتة كل هذه الأسرار وبدأت استريد تغار منه
عاد رزين وجيشه المتعب، ولم يجدوا عُش التنانين وسمعة رزين أرتفعت أكثر من قبل حازوقا، هنأته القرية بارتفاع مرتبة حازوقا إلى مقاتل هائل فرح رزين كثيرًا وأعطاه خوذة والدته وفي يوم من الأيام أستريد تتبعت حازوقا ورأت مخبأه وأبو سن أستعد للهجوم عليها لكن حازوقا أوقفه وأخبرها بالأمر وأخذا جولة مع أبو سن وشعرت أستريد بلطف الطيران وفي طريقهم وجدوا قطيع التنانين يحملون الطعام إلى عُشهم، ويكتشفون أنهم لا يأكلون أيّا منه ولكنهم يطعمون تنين الموت الأحمر، أكبر من جميع التنانين بكثير آكل للحم البشر، وبعد مغادرة أستريد وحازوقا أرادت أستريد إخبار القرية عن عُش التنانين ولكن حازوقا رفض أن يجعلها تخبرهم لأجل حماية أبو سن وفي اليوم التالي، أثناء دخول حازوقا إلى حلبة قتل التنين، أراد أن يظهر حازوقا للجميع أن التنانين غير مؤذية فألقى سيفه وخوذته، رزين لم يفهم وصرخ قائلاً: أوقفوا المعركة !! وأهتج التنين وهجم على حازوقا، وسمع أبو سن صراخ حازوقا فأتى إلى المعركة مدافعًا عنه وأستريد دخلت أيضًا وكان حازوقا في طريقه إلى الموت، وهرب التنين خائفًا من أبو سن وقبض الفايكنغ على أبو سن وغضب رزين كثيرًا من حازوقا وأخبره حازوقا القصة وأخبره عن عُش التنانين فأخذ رزين أبو سن لقيادته إلى عُش التنانين ويمنعه حازوقا بعد ان حذره وعندها قال له رزين أنت لست ابني، أبحر الفايكنغ مع أبو سن المسجون كدليل، تاركين حازوقا وأستريد يحزن حازوقا حزنا شديدا ولكن أستريد تحثه بألا يتوقف حتى أتت فكرة لحازوقا وقرر أن يأخذ التنانين الأسيرة مستعملاً مراهقي الفايكنغز لمساعدة قبيلته تستنتج أستريد أصدقاءها خشنة، شكس، مخاط جلف، زعنف للمساعدة.
بينما يصلُ الفايكنغز إلى العُش، وتأهبوا للقتال ودمروا الجبال وهربت جميعُ التانين ويفرح الفايكنغز يظنون أنها النهاية بينما الموت الأحمر العملاق يهاجم، أشعل النار في جميع السفن ويحاول أبو سن تحطيم قيوده ولم يستطِع ذلك، ويهرب الجميع بينما رزين وغوبر يحاولان صرف انتباه الموت الأحمر إلى أن وصل حازوقا والآخرون مهاجمين الموت الأحمر، ويبحث حازوقا على أبو سن ويجده ويحاول تقييده ولكن كلاهما يغرقا في المياه ويأتي رزين ينقذهما ويتحدث مع ابنه حازوقا بصراحة ويخبره أنه يفتخر أنه يدعوه ابنه وأن يذهب لمقاتلة الموت الأحمر.
ذهب أبو سن وحازوقا إلى مقاتلة الموت الأحمر إلى أن جعلاه يطير إلى الغيوم وكان أبو سن يطلق عليهي نيرانه وكان حازوقا يخطط للحظة ينتظر فيها الموت الأحمر إطلاق نيرانه وحين تأهب الموت الأحمر في إخراج نيرانه من فمه يطلق أبو سن برقه الخاطف إلى فمه وتشتعل مصارينه وتحترق أجنحته العملاقة بينما يحترق الجزء الاصطناعي من ذيل أبو سن وفقد السيطرة ويصطدما بذيل الموت الأحمر ويسقطا في نيران الانفجار يغطس أبو سن في عمق المياه ساعيًا إنقاذ حازوقا، ويبحث رزين عن حازوقا ولم يجده ولكن كان حازوقا داخل جناح أبو سن وفرح الجميع بذلك.
يستيقط حازوقا بعد عدة أيام ليجد نفسه في بيته على السرير وكان أبو سن بجانبه وكان خائفاً من أبيه؛ وأراد النهوض من السرير واكتشف أن قدمه اليسرى فقدت في الانفجار الكبير واستبدلت برجل صناعية من صناعة غوبر ويخرج من منزله ويرى التنانين في جميع أنحاء القرية وكان الناس يهنئوه على أنه بطل عظيم، وأصبحت أستريد صديقته، ويعطي غوبر ذيل اصطناعي جديد من تصميمه لـابو سن، ويذهب حازوقا مع أبو سن يطيران في السماء بينما الآخرون أخذوا تنانين أيضًا يطيرون في السماء وانتهت الحروب بين البشر والتنانين وأصبحت التنانين أحد سكان قرية بيرك

## الأداء الصوتي
جاي باروشيل بدور هيكاب، فتى مراهق يريد أن يكون أحد مقاتلي الفايكنغ.
جيرارد بتلر بدور ستويك، والد هيكاب كما أنه رئيس قبيلة الفايكنغ.
كريغ فيرغسون بدور غوبر، رجل التجشئ صديق مقرب لستويك كما أنه يملك محل حدادة حيث هيكاب يكون تلميذه.
أمريكا فيرارا بدور أستريد، فتاة مراهقة وهِي محاربة قوية قادرة على منافسة التنانين.
كريستوفر مينتز-بلاس بدور فيشيلغز، فتى مراهق كما أنه صديق هيكاب الوحيد، يعرف الكثير من المعلومات عن التانين.
جونا هيل بدور سنوتلاوت، فتى مراهق وهو عصبي بعض الشيء وهو قوي جدًا مفتول العضلات.
تي.جي.ميلر بدور توفنت، فتى مراهق وهو التوأم الأكبر كما أنه مجرم بنواياه الشرسة ومزاجه القذر ودائمًا يختلف مع روفنت في كل شيء.
كريستين ويج بدور روفنت، فتاة مراهقة وهي التوأم الأصغر كما أنها مجرمة بنواياها الشرسة ومزاجها القذر ودائمًا تختلف مع توفنت في كل شيء.

## الإنتاج
لفتت سلسلة كتب كريسيدا كويل كيف تروض تنينك انتباهَ المسؤولين في دريم ووركس أنيميشن لأول مرة في عام 2004. ونظرًا لسمعتهم منقطعة النظير في إيجاد مؤلفات واعدة وتحويلها إلى مشاريع ناجحة في شباك التذاكر، لاحظوا على الفور النحاج الذي يمكن أن تحققه قصة الفايكنغ الشاب حازوقة. تقول المؤلفة كويل «إذا كنت تكتب عن الفايكنغ والتنانين لا بد أن يكون ما تكتبه على مقياس كبير،» وعبرت عن فرحها باختيار دريم ووركس لسلستها قائلة «كنت متحمسة بشكل لا يصدق عندما عبَّرت دريم ووركس عن اهتمامها بكُتُبي لأني كنت أعرف جيدًا أنهم قادرون على وضع الفيلم على مقياس لا يمكنني حتى أن أتخيله!»
عائدةً من نجاحها في فيلم كوميديا مغامرات الضواحي عبر السياج، لم تتردد المنتجة بوني أرنولد هي الأخرى في إبداء اهتمامها في المشروع. كانت أرنولد تراقب المشروع من بُعد وهو يعبر مراحل التطوير وعندما اقترح عليها نائب مدير الاستوديو بيل دامشكي أن تعمل على أحد مشاريع الاستوديو الجديدة، اختارت كيف تروض تنينك. كانت تتمثل المهمة المسندة إلى أرنولد في تحويل قصة الكتاب إلى فيلم طويل وذلك من خلال خلق حدث كبير مليء بالمغامرات المشوقة والشخصيات المثيرة. علّقت أرنولد على اختلاف الفيلم عن الأفلام التي عملت عليها في السابق قائلة «في جميع أفلامنا الأخرى، الشخصية الرئيسية هي شخص بالغ أو حيوان، لكن في هذا الفيلم، البطل صبي في سن المراهقة وهذا توجه جديد بالنسبة للاستوديو. الفكاهة في القصة مبنية على شخصية حازوقة وتفاعله مع التنانين وشخصيات الفايكنغ المختلفة، على عكس أفلامنا الأخرى التي كانت تعتمد فيها الفكاهة على الهجاء والتهكم.»
أُختير فريق محترف لتحويل الفكرة إلى واقع. دُعي بيتر هاستينغز ليكون المخرج، وكان آدم إف. غولدبرت وبيتر تولان كاتبي السيناريو. وبعد بضعة أشهر من العمل رفضت الإدارة خدماتهم معللة ذلك بأن النص يستهدف جمهورًا صغيرًا معظمه من الأطفال. اُستبدل هاستينغز في كرسي المخرج بكريس سوندرز الذي أحب قصة حازوقة، حيث قال "لطالما حلمت بفيلم يصف مخلوقات طائرة، لذلك عندما قرأت النسخة الأولى قلت في نفسي "يا إلهي، سننشئ شيئًا لم يوجد من قبل." كما شارك هاستينغز في كتابة السيناريو. المخرج وكاتب السيناريو الثاني كان دين ديبلوس الذي سبق له أن عمل مع كريس على أفلام الرسوم المتحركة ليلو وستيتش ومولان.
ومع تعيين مديري مشاريع جدد جاءت فكرة جديدة هي إرجاع أحداث القصة سنوات قليلة إلى الوراء بحيث تبدأ القصة في ذلك الزمن الذي لم يكن فيه الفايكنغ قد رَوَّضوا التنانين بعد. تعتبر منتجة الفيلم بوني أرنولد هذا القرار، الذي يعتبر انعطافًا كبيرًا عن الأحداث الأصلية في سلسلة الكتب، لحظةً مهمة في ولادة القصة الجديدة. يعتبر كريس ساندرز الفيلم بمثابة بادئةٍ للعمل الأصلي فبينما تعيش التنانين بمفردها في الفيلم، تُروَّض بسهولة في العمل الأصلي من خلال رفع الصوت ويستخدمها الناس للصيد. ومن أوجه التباين بين الفيلم والرواية على سبيل المثال أنه في الرواية: التنانين لها لغتها الخاصة ويفهمها حازوقة؛ شخصية أستريد غير موجودة؛ زعنف ليس سمينًا بل هو صبي نحيف؛ أبو سن تنين صغير للغاية وليس له أسنان (ويتماشى ذلك مع اسمه في اللغة الإنجليزية: toothless، أي «الذي لا أسنان له»)؛ والدة هيكاب موجودة وبصحة جيدة؛ دليل ترويض التنانين ليس كتابًا بل يتكون من ورقة واحدة فقط. عند كتابتهما للنص، حدد دين وكريس الخطوط العريضة للحبكة معًا ثم قَسَّما المشاهد بينهما وعملا عليها منفصلَيْن. ووفقًا لهما لم يكن لدى أي من الكاتبين أي خلافات مع الآخر بعد قراءة مشاهدهما لبعضهما البعض. وتعتقد أرنولد أن عملهما معًا في مشاريع سابقة كان له الأثر الإيجابي على هذا المشروع أيضًا.

## الجوائز والترشيحات
| الجائزة                                       | الفئة                                                                                                 | المرشح                             | النتيجة   |
| --------------------------------------------- | --- | ---------------------------------- | --------- |
| جوائز الأوسكار                                | جائزة الأوسكار لأفضل فيلم صور متحركة                                                                  | كريس ساندرز دين ديبلوا             | رُشِّح       |
| جوائز الأوسكار                                | جائزة الأوسكار لأفضل موسيقى تصويرية                                                                   | جون باول                           | رُشِّح       |
| Annie Awards ‏                                 | Annie Award for Best Animated Feature                                                                 | بوني ارنولد كريس ساندرز دين ديبلوا | فوز       |
| Annie Awards ‏                                 | جائزة آني                                                                                             | Brett Miller                       | فوز       |
| Annie Awards ‏                                 | جائزة آني                                                                                             | Jason Mayer                        | رُشِّح       |
| Annie Awards ‏                                 | جائزة آني                                                                                             | Gabe Hordos                        | فوز       |
| Annie Awards ‏                                 | جائزة آني                                                                                             | Jakob Hjort Jensen                 | رُشِّح       |
| Annie Awards ‏                                 | جائزة آني                                                                                             | David Torres                       | رُشِّح       |
| Annie Awards ‏                                 | جائزة آني                                                                                             | Nico Marlet                        | فوز       |
| Annie Awards ‏                                 | جائزة آني                                                                                             | كريس ساندرز دين ديبلوا             | فوز       |
| Annie Awards ‏                                 | جائزة آني                                                                                             | جون باول                           | فوز       |
| Annie Awards ‏                                 | جائزة آني                                                                                             | Pierre-Olivier Vincent             | فوز       |
| Annie Awards ‏                                 | جائزة آني                                                                                             | Tom Owens                          | فوز       |
| Annie Awards ‏                                 | جائزة آني                                                                                             | Alessandro Carloni                 | رُشِّح       |
| Annie Awards ‏                                 | جائزة آني                                                                                             | جاي بارتشيل                        | فوز       |
| Annie Awards ‏                                 | جائزة آني                                                                                             | جيرارد بتلر                        | رُشِّح       |
| Annie Awards ‏                                 | جائزة آني                                                                                             | وليام ديفيس كريس ساندرز دين ديبلوا | فوز       |
| British Academy Film Awards                   | جائزة الأكاديمية البريطانية للأفلام عن فئة أفضل فيلم رسوم متحركة ‏                                     |                                    | رُشِّح       |
| British Academy Film Awards                   | جائزة البافتا لأفضل موسيقي أفلام                                                                      | جون باول                           | رُشِّح       |
| جائزة اختيار النقاد للأفلام                   | أفضل فيلم متحرك طويل                                                                                  |                                    | رُشِّح       |
| حفل توزيع جوائز الغولدن غلوب الثامن والستون   | جائزة غولدن غلوب لأفضل فيلم رسوم متحركة                                                               |                                    | رُشِّح       |
| Golden Reel Awards ‏                           | أفضل تحرير صوتي في فيلم رسوم متحركة                                                                   |                                    | فوز       |
| International Film Music Critics Association  | نتيجة فيلم السنة                                                                                      | جون باول                           | فوز       |
| International Film Music Critics Association  | أفضل تصوير لفيلم الرسوم المتحركة                                                                      | جون باول                           | فوز       |
| International Film Music Critics Association  | تأليف موسيقى الفيلم للسنة                                                                             | جون باول - "Forbidden Friendship"  | رُشِّح       |
| International Film Music Critics Association  | تأليف موسيقى الفيلم للسنة                                                                             | جون باول - "Test Drive"            | رُشِّح       |
| جائزة اختيار أطفال نكلوديون                   | أفضل فيلم رسوم متحركة                                                                                 |                                    | رُشِّح       |
| حفل توزيع جوائز بيبول تشويس السابع والثلاثين ‏ | أفضل فيلم عائلي                                                                                       |                                    | رُشِّح       |
| جائزة ساتيلايت                                | الصور المتحركة (الرسوم المتحركة أو مدمج)                                                              |                                    | رُشِّح       |
| Saturn Awards                                 | Saturn Award for Best Music                                                                           | جون باول                           | بالانتظار |
| Saturn Awards                                 | Saturn Award for Best Production Design                                                               | Kathy Altieri                      | بالانتظار |
| Saturn Awards                                 | Saturn Award for Best Animated Film                                                                   | كريس ساندرز دين ديبلوا             | بالانتظار |
| جائزة اختيار المراهقين                        | اختيار فيلم الرسوم المتحركة                                                                           |                                    | رُشِّح       |
| جمعية نقاد تورونتو السينمائيين [الإنجليزية]   | Toronto Film Critics Association Award for Best Animated Film                                         |                                    | فوز       |
| مهرجان البندقية السينمائي                     | أكثر فيلم ثلاثي الأبعاد إبداعًا للسنة                                                                  |                                    | فوز       |
| جمعية المؤثرات البصرية                        | Visual Effects Society Award for Outstanding Animation in an Animated Feature Motion Picture          | سايمون أوتو كريغ رينغ بوني ارنولد  | فوز       |
| جمعية المؤثرات البصرية                        | Visual Effects Society Award for Outstanding Animated Character in an Animated Feature Motion Picture |                                    | فوز       |
| جمعية المؤثرات البصرية                        | Visual Effects Society Award for Outstanding Effects Animation in an Animated Feature Motion Picture  |                                    | فوز       |
| Vits Awards                                   | الفيلم المفضل                                                                                         |                                    | رُشِّح       |
| جوائز الموسيقى التصويرية العالمية             | World Soundtrack Award for Soundtrack Composer of the Year                                            | جون باول                           | رُشِّح       |
| جوائز الموسيقى التصويرية العالمية             | World Soundtrack Award for Best Original Song Written Directly for a Film                             | يونسي                              | رُشِّح       |

## النسخة العربية
أُخرجت النسخة العربية على يد المخرجة الحوارية أسماء سمير، التي قد عملت علي عدة أفلام لمختلف الشركات تضمنت فيلم ديزني ملكة الثلج، فيلم تتش ستون كابوس قبل عيد الميلاد، فيلم دريم ووركس الوحوش ضد الفضائيين وميجامايند والعديد غيرهم،
وتمت ترجمة الجوار على يد نعمت الشرنوبي.
أدى زياد الشريف مؤدي دور حازوقة عدة أدوار سابقًا تضمنت شاروكا من مسلسل إلينا من آفالور، الصوت الرسمي ميكي ماوس، برانش من فيلم دريم ووركس ترولز، أغنية البداية من سلاحف النينجا، الكورال الغنائي الأول لمقدمة إلينا من آفالور والعديد من الأدوار الأخرى،
بينما أدى أحمد خليل مؤدي رزين، الصوت العربي لسكار من النسخة الغير رسمية التابعة لتلفزيون ج، صوت بوبا من النسخة العربية الرسمية لفيلم الديناصور اللطيف، صوت هاني من النسخة العربية لفيلم البحث عن دوري، الحلقة المفقودة من الوحوش ضد الفضائيين وغيرهم من الأدوار المميزة،
بينما أدى سبقًا عادل خلف مؤدي جوبر، صوتي هال وتايتن من فيلم ميجامايند وسعفان من فيلم البحث عن دوري،
وأدت سبقًا ياسمين ياسر كل من كلوي من مسلسل الدببة الثلاثة وسكارليت من مسلسل ستار دارلينجز.
تمت دبلجة الفيلم بإستوديوهات في إس آي، مصر.

### الأداء الصوتي
- زياد الشريف - حازوقا
- أحمد خليل - رزين، رزين الواسع
- دينا بشير - أسترد
- عادل خلف - جوبر
- فادي خفاجة- مخاط جلف
- عمر جاهين - زعنف
- ياسمين ياسر - خشنة شكل
- عاطف يوسف - شكس شكل
- مصطفى سمير
- علي قاسم
- وائل شاهين
- أسماء سمير
- هاني عبد الحي

## علامة موسعة

### التتمتان
أُعلن بتاريخ 27 أبريل 2010 أن العمل قد بدأ على تتمة بعنوان كيف تروض تنينك 2. الفيلم من إخراج وكتابة دين ديبلوس، مخرج الفيلم الأول بالشراكة. كما شهدت التتمة عودة منتج الفيلم الأول بوني أرنولد. صدر الفيلم بتاريخ 13 يونيو 2014 على يد توينتيث سينشوري فوكس ولاقى ردود فعل إيجابية. عاد كامل طاقم التمثيل الصوتي الأصلي—باروشيل وبتلر وفيرغسون وفيريرا وهيل ومينتز-بلاز وميلر وويج—للمشاركة في التتمة. وانضم إليهم كل من كيت بلانشيت ودجيمون هونسو وكيت هارينغتون.
صدر فيلم ثالث بعنوان كيف تروض تنينك: العالم الخفي بتاريخ 22 فبراير 2019 على يد يونيفرسال بيكشرز (التي استحوذت على شركة دريم ووركس أنيميشن عام 2016). كان المخرج مرة أخرى ديبلوس والمنتجة بوني أرنولد والمنتج التنفيذي كريس ساندرز. عاد كل من كيت بلانشيت وكيت هارينغتون للعب دوريهما كفالكا وإيريت من الفيلم الثاني، إلى جانب الطاقم الأصلي باسثناء ميلر.

### الأفلام القصيرة
صدرت خمسة أفلام قصيرة بعد الأفلام: أسطورة التنين حارس العظام (2010) وكتاب التنانين (2011) وهدية غضب الليل (2011) وبزوغ متسابقي التنانين (2014) وكيف تروض تنينك: عودة إلى الوطن (2019).

### المسلسل التلفزيوني
عُرضت الحلقة الأولى من المسلسل التلفزيوني المبني على الفيلم على قناة كرتون نتورك في خريف 2012. عاد كل من جاي باروشيل وأمريكا فيرارا وكريستوفر مينتز-بلاز وتي جاي ميلر للعب أدوارهم كحازوقة وأستريد وزعنف وشكس شكل. تدور أحداث المسلسل بين الفيلم الأول والثاني، وتركز على حازوقة وأصدقائه الذين يثرون معرفتهم عن التنانين ويكتشفون فصائل جديدة منها ويعلمون الآخرين كيف يتعاملون معها ويحاربون أعداء جدد ويكتشفون عوالم جديدة. وقد عين حازوقة في المسلسل رئيسًا لأكادمية بيرك للتنانين.

## روابط خارجية
- كيف تروض تنينك على موقع IMDb (الإنجليزية)
- كيف تروض تنينك على موقع ميتاكريتيك (الإنجليزية)
- كيف تروض تنينك على موقع روتن توميتوز (الإنجليزية)
- كيف تروض تنينك على موقع نتفليكس (الإنجليزية)
- كيف تروض تنينك على موقع ألو سيني (الفرنسية)
- كيف تروض تنينك على موقع Turner Classic Movies (الإنجليزية)
- كيف تروض تنينك على موقع أول موفي (الإنجليزية)
- كيف تروض تنينك على موقع بوكس أوفيس موجو (الإنجليزية)
- كيف تروض تنينك على موقع فيلمافينيتي (الإسبانية)
- كيف تروض تنينك على موقع قاعدة بيانات الأفلام السويدية (السويدية)